# San Justo (Santa Fe)
San Justo es una ciudad argentina, cabecera del departamento homónimo, en la provincia de Santa Fe, situada a 101 km de la capital provincial. Recibió estatus de comuna el 13 de julio de 1887 y fue declarada ciudad el 17 de septiembre de 1959.
En 1973, soportó un tornado con vientos giratorios de 300 m de diámetro, de más de 450 km/h

## Orígenes de la ciudad
La ciudad de 'San Justo' fue fundada por Mariano Cabal el 6 de mayo de 1868. 
En aquella época era gobernador de la provincia de Santa Fe, Nicasio Oroño.
Este funcionario hizo entrega a 'Cabal' de las tierras que estaban situadas en el paraje conocido como Rincón de Avechuco, ubicado sobre la margen norte del río Salado, las cuales debían ser pobladas antes del 9 de mayo de 1868.
A principios de la década del 70, la vida de la colonia de San Justo fue marcada por el abandono de sus pobladores, a causa de las malas cosechas, las sequías, los ataques de los aborígenes y la decreciente situación económica de su fundador, quien debió entregar sus campos al Banco de Londres y Río de la Plata.
Las familias de inmigrantes: italianos, españoles, franceses, suizos y otras argentinas, que fueron los primeros agricultores en arribar al lugar, muy pronto tuvieron que irse.
Desde 1871 hasta 1881 se produjo el despoblamiento y abandono de la colonia de San Justo.
En 1882, después de un largo período de desamparo y abandono, Simón de Iriondo, gobernador de la 'provincia de Santa Fe', se ocupa del repoblamiento de la colonia San Justo. 
A partir de ese momento comienza el resurgimiento del lugar, debido a la colonización que se dio en el territorio provincial, a causa de la construcción de ferrocarriles, que beneficiaron la comunicación y la fundación de otros centros agrícolas.
El nombre de esta ciudad se le atribuye a la muerte del soldado Justo Cabal, hijo de 
Mariano Cabal,durante un enfrentamiento con los aborígenes que poblaban en la zona, mocovies  y abipones.

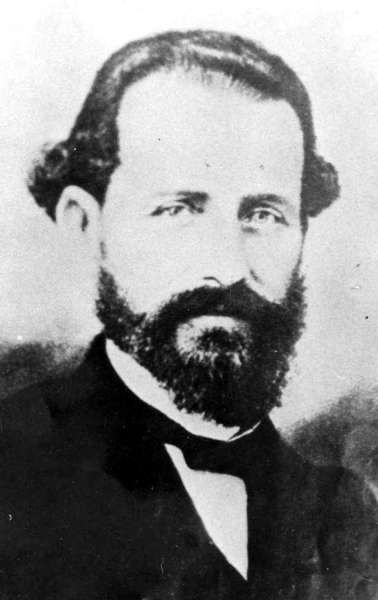
Mariano Cabal.

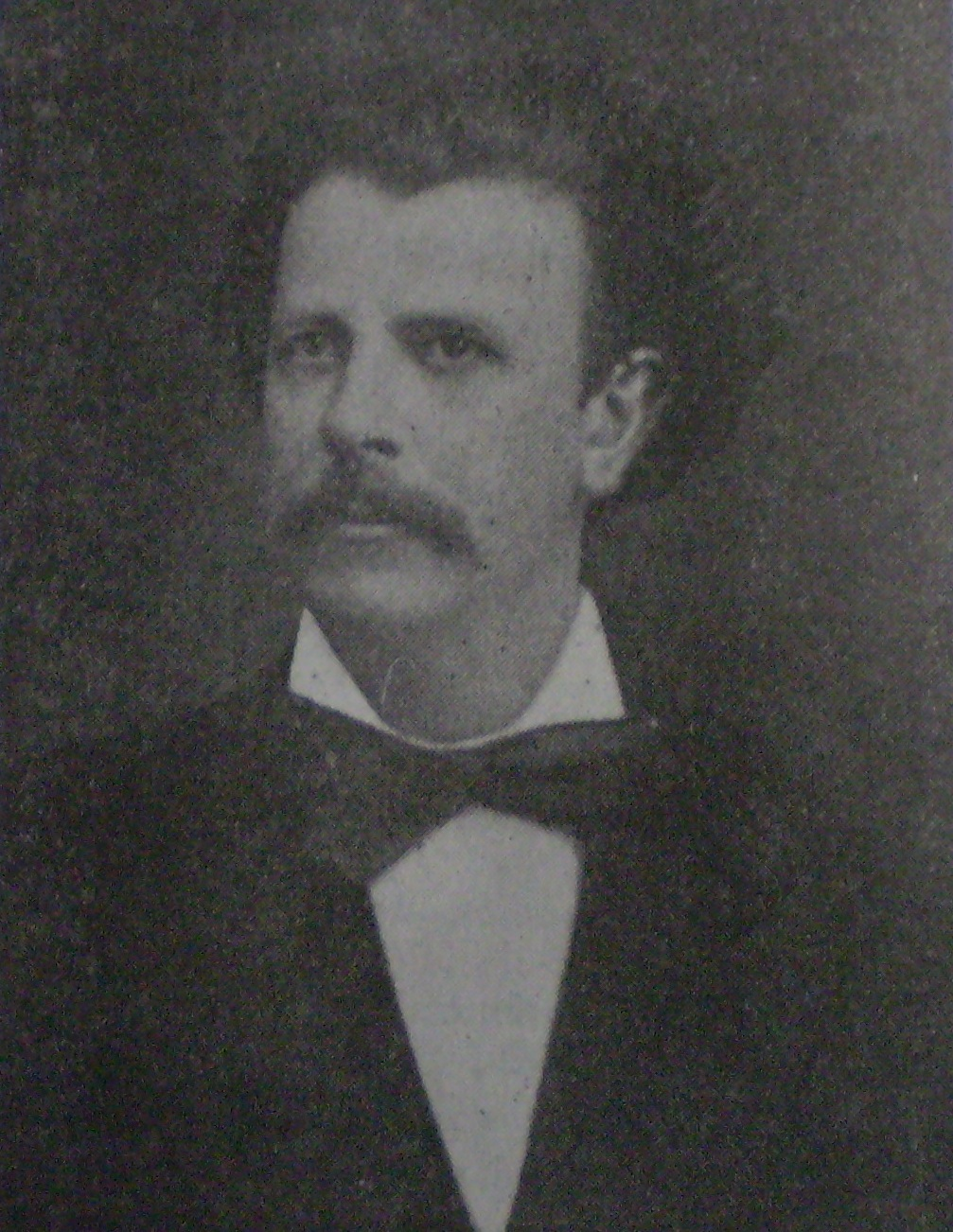
Simón de Iriondo.

## Localidades, pueblos y parajes

### Parajes
- Arrascaeta
- San Bernardo (Bernardo Tonelli 1863-1929)
- Avechuco
- Campo La Pepita
- Colonia Ucrania
- El Fortín
- Estancia San José
- Fortín Almagro
- J. Mascias
- km 108
- km 114
- La Pepita
- Los Saladillos
- Paikin
- Vera Mújica
- Gobernador Crespo
- Marcelino Escalada
- Ramayon
- San Justo
- Videla
- Luciano Leiva
- Colonia Angeloni
- Nare
- La Criolla
- Colonia Dolores
- Pedro Gómez Cello
- Vera y Pintado
- Colonia Silva
- km 187

## Santa Patrona
- Nuestra Señora de la Merced, festividad: 24 de septiembre

## Población
Cuenta con 26,366 habitantes (Indec, 2022), lo que representa un incremento frente a los 22,521 habitantes (Indec, 2010) del censo anterior.
| Gráfica de evolución demográfica de San Justo entre 1991 y 2022 |
|                                                                 |
| Fuente: Censos nacionales del INDEC                             |

## INTA
El Instituto Nacional de Tecnología Agropecuaria INTA, posee una importante Agencia de Extensión Rural, con convenios, Fundaciones, etc.

## Festivales

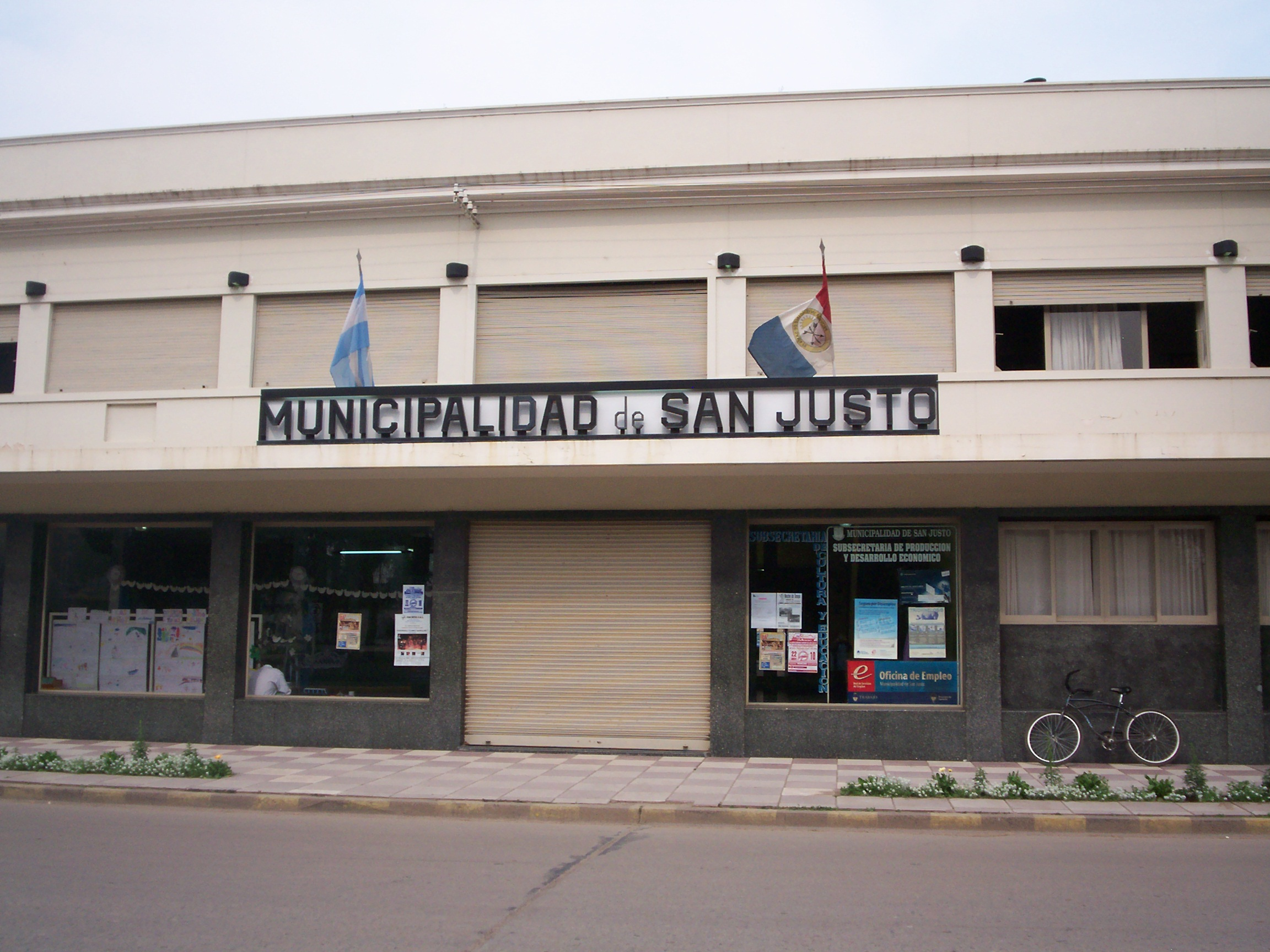
Palacio de la Municipalidad de San Justo.

- Palacio de la Municipalidad de San Justo.Exposición Nacional de Agricultura, Ganadería e Industria de San Justo (Sociedad Rural de San Justo)
- Certamen de Doma y Folclore (Club Colón)
- Salón Bianual de Pintura, Dibujo y Grabado (Subcomisión Promoción Cultural del Colón de San Justo
- Festival Aéreo (Aeroclub San Justo)
- Fiesta del libro (Subcomisión de cultura del Club Sanjustino).
- Festival de Arte adolescente. Disciplina Teatro (club Social Cosmopolita.)
- Fiestas de la colectividad italiana. ( Sociedad Ítalo-Argentina)
- Fiesta de la colectividad alemana.
- Torneos de Pesca (Club Caza y Pesca)
- Recitales de Rock
- Rally de Autos Antiguos ([A.S.A.C.A.E.)
- Feria de Artesanos (Club Tiro Federal)
- COMPRO ACÁ (Centro Comercial e Industrial de San Justo)
- Bingo del Club Tiro Federal
- Bingo del Club Sanjustino
- Festival del OP7 (Más de 10 000 mil personas de todo el país. El más grande entretenimiento nocturno del Departamento)

## Entidades Educativas
San Justo cuenta con una importante oferta educativa:
- 2 Jardines nucleados.
- 7 Escuelas primarias.
- 1 Escuela Especial para niños con capacidades diferentes.
- 1 Grado Radial para niños sordos e hipoacúsicos.
- 5 Escuelas de Enseñanza Media (diversas terminalidades).
- 3 Institutos Superiores de Profesorado.
- 1 Instituto de Idiomas (francés, inglés, portugués)
- 1 Asociación Argentina de Cultura Inglesa.
- 1 Asociación “Dante Alighieri”
- Escuela de Lengua y Cultura Italiana.
- 1 Instituto San Andrés (Cursos Profesionalizantes)
- 1 Escuela Municipal de Bellas Artes.
- 2 Escuelas para adultos.
- 1 Taller normal.
- 1 Centro de educación física.
- 1 Guardería infantil municipal.
- 1 Aula remota (vía satélite).
- 1 Centro Tecnológico Comunitario (CTC)- Computación
- 2 jardín municipal

## Educación Superior
Instituto Superior de Profesorado Nº 20 "Senador Néstor Juan Zamaro"
Carreras:
1. Profesorado de Educación Inicial
2. Profesorado en Ciencias de la Administración
3. Profesorado en Economía
4. Profesorado de Educación Tecnológica
5. Técnico Superior en Sistemas de Gestión
6. Técnico Superior en Desarrollo de Software
7. Programador en Sistemas Administrativos

8 Técnico Superior en Gestión de las Organizaciones 
Escuela Superior de Comercio Nº45 "Dr. José Roberto González"
Carreras:
1. Analista de Sistemas Administrativos

Escuela Normal Nº31 "República de México
Carreras:
1. Profesorado en EGB 1 y 2

Escuela Municipal de Bellas Artes
Carreras:
1. Profesorado de Artes en Artes Visuales
2. Profesorado de Inglés para EGB 1 y 2
3. Profesorado de Inglés para Polimodal

## Centros de Salud
- SAMCO San Justo
- Sanatorio Centro
- Centro Médico San Roque
- Consultorios Privados San Justo
- AURA Consultorios Integrales

## Instituciones
- Asociación Alemana
- Club Colón de San Justo
- Club Sanjustino
- Club Tiro Federal
- Club Atlético Barrio Reyes
- Club El Bochazo
- Club 8 de Octubre
- Club Social Cosmopolita
- Radio Club San Justo
- Aeroclub San Justo
- San Justo Rugby Club
- Rotary Club de San Justo
- Club De Los Leones

## Imágenes

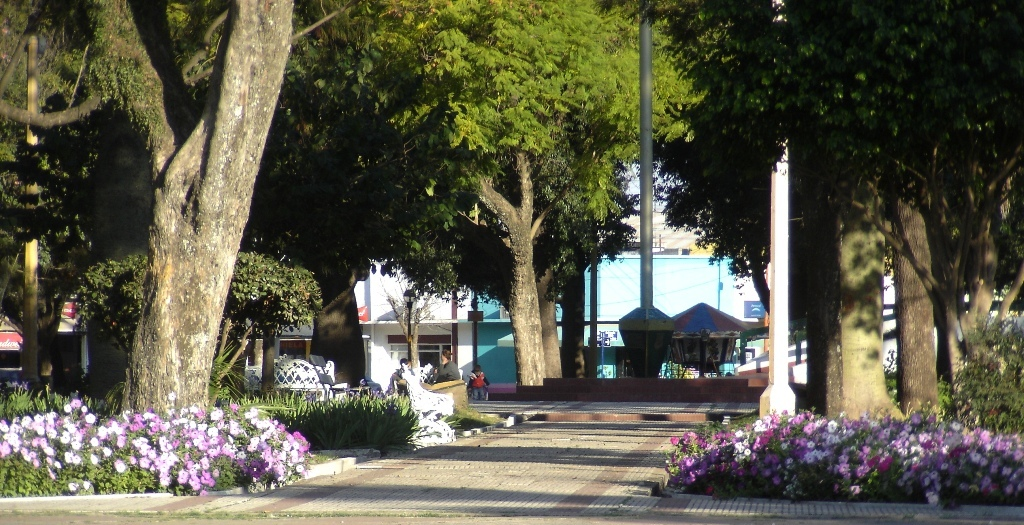
Gdor Cabal y 9 de Julio
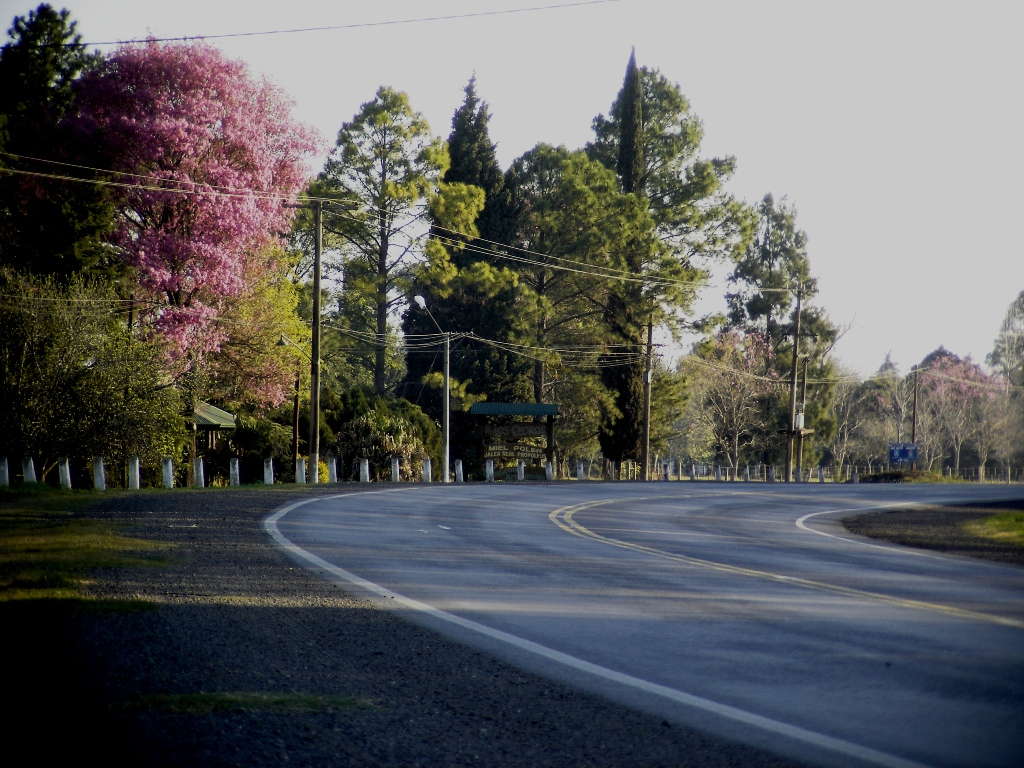
De un lado el Tiro Federal y del otro el Aeroclub
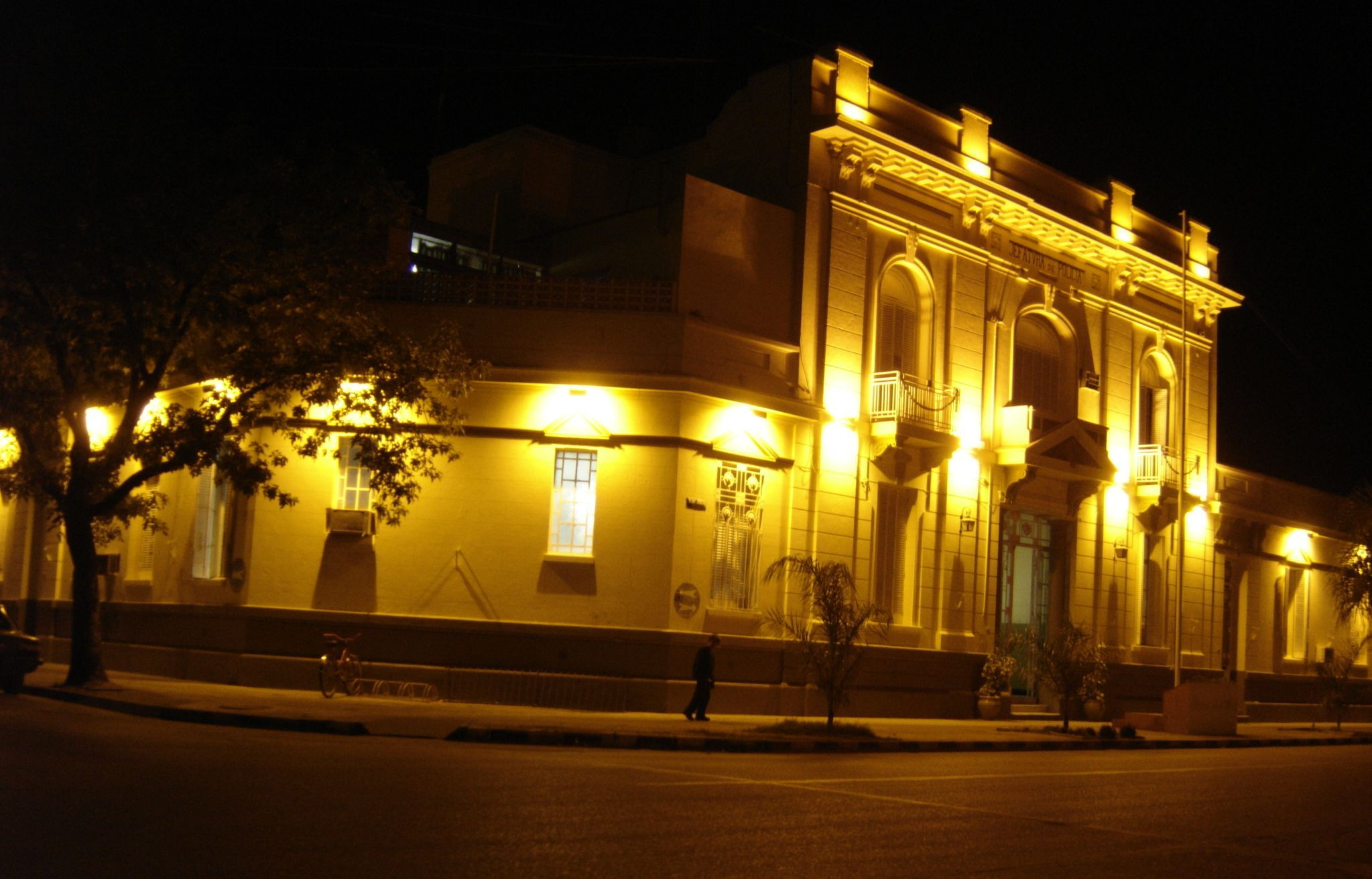
Frente a Plaza San Martín. Jefatura de Policía

## Parroquias de la Iglesia católica en San Justo
| Arquidiócesis | Santa Fe de la Vera Cruz                           |
| ------------- | -------------------------------------------------- |
| Parroquias    | Nuestra Señora de la Merced, Inmaculada Concepción |

## Sitios externos
- Wikimedia Commons alberga una categoría multimedia sobre San Justo.
- Sitio provincial Inforama
- Sitio federal IFAM
- Diario Digital de la ciudad de San Justo SF
- Página oficial del Club Colón de San Justo
- Servicios de Internet
- Infoguia San Juso
- Radio FM San Justo 101.1